# Wereldkampioenschap voetbal vrouwen onder 17 - 2008
Het Wereldkampioenschap voetbal vrouwen onder 17 van 2008 (kortweg: WK Voetbal vrouwen -17) was de 1ste editie van het Wereldkampioenschap voetbal vrouwen onder 17 en was bedoeld voor speelsters die op of na 1 januari 1991 geboren zijn. Het toernooi werd van 28 oktober tot en met 16 november 2008 in Nieuw-Zeeland gehouden. Het toernooi werd gewonnen door Noord-Korea door in de finale de Verenigde Staten met 2-1 te verslaan.

## Speelsteden
|                                                                               |                                                      |                                                                             |                                                                  |
|                                                                               |                                                      |                                                                             |                                                                  |
| North Harbour Stadium Locatie: Auckland (North Shore City) Capaciteit: 25.000 | Waikato Stadium Locatie: Hamilton Capaciteit: 26.500 | Wellington Stadium (Westpac Stadium) Locatie: Wellington Capaciteit: 36.500 | Queen Elizabeth II Park Locatie: Christchurch Capaciteit: 20.000 |

## Geplaatste teams
- Nieuw-Zeeland (Gastland)
- Frankrijk
- Engeland
- Denemarken
- Brazilië
- Colombia
- Paraguay
- Japan
- Noord-Korea
- Zuid-Korea
- Costa Rica
- Verenigde Staten
- Canada
- Ghana
- Nigeria

## Groepsfase

### Groep A
| Team          | Pts | Pld | W | D | L | GF | GA | GD |
| ------------- | --- | --- | - | - | - | -- | -- | -- |
| Denemarken    | 5   | 3   | 1 | 2 | 0 | 3  | 2  | +1 |
| Canada        | 5   | 3   | 1 | 2 | 0 | 2  | 1  | +1 |
| Nieuw-Zeeland | 3   | 3   | 1 | 0 | 2 | 4  | 4  | 0  |
| Colombia      | 2   | 3   | 0 | 2 | 1 | 3  | 5  | -2 |

|                               |               |          |             |                                                                                       |
| 28 oktober, 2008 19:00 UTC+13 | Nieuw-Zeeland | 0–1      | Canada      | North Harbour Stadium, Auckland Toeschouwers: 13,123 Scheidsrechter: Kirsi Savolainen |
| 28 oktober, 2008 19:00 UTC+13 |               | (Report) | 53' Lamarre | North Harbour Stadium, Auckland Toeschouwers: 13,123 Scheidsrechter: Kirsi Savolainen |

|                               |            |          |           |                                                                                 |
| 29 oktober, 2008 12:00 UTC+13 | Denemarken | 1–1      | Colombia  | North Harbour Stadium, Auckland Toeschouwers: 6,759 Scheidsrechter: Sung Mi Cha |
| 29 oktober, 2008 12:00 UTC+13 | Boye 51'   | (Report) | 20' Ariza | North Harbour Stadium, Auckland Toeschouwers: 6,759 Scheidsrechter: Sung Mi Cha |

|                               |           |          |            |                                                          |
| 1 november, 2008 12:00 UTC+13 | Colombia  | 1–1      | Canada     | North Harbour Stadium, Auckland Scheidsrechter: Wang Jia |
| 1 november, 2008 12:00 UTC+13 | Vidal 10' | (report) | 9' Ezurike | North Harbour Stadium, Auckland Scheidsrechter: Wang Jia |

|                               |               |          |                         |                                                                                   |
| 1 november, 2008 16:00 UTC+13 | Nieuw-Zeeland | 1–2      | Denemarken              | North Harbour Stadium, Auckland Toeschouwers: 11,170 Scheidsrechter: Silvia Reyes |
| 1 november, 2008 16:00 UTC+13 | Longo 13'     | (report) | 29' Andreasen 56' Olsen | North Harbour Stadium, Auckland Toeschouwers: 11,170 Scheidsrechter: Silvia Reyes |

|                               |                   |          |           |                                                                                  |
| 4 november, 2008 16:00 UTC+13 | Nieuw-Zeeland     | 3–1      | Colombia  | Wellington Stadium, Wellington Toeschouwers: 3,546 Scheidsrechter: Etsuko Fukano |
| 4 november, 2008 16:00 UTC+13 | White 44' 81' 87' | (Report) | Ariza 82' | Wellington Stadium, Wellington Toeschouwers: 3,546 Scheidsrechter: Etsuko Fukano |

|                                |          |     |            |                                                                              |
| 4 november , 2008 16:00 UTC+13 | Canada   | 0–0 | Denemarken | Waikato Stadium, Hamilton Toeschouwers: 3,283 Scheidsrechter: Finau Vulivuli |
| 4 november , 2008 16:00 UTC+13 | (Report) |     |            | Waikato Stadium, Hamilton Toeschouwers: 3,283 Scheidsrechter: Finau Vulivuli |

### Groep B
| Team        | Pts | Pld | W | D | L | GF | GA | GD |
| ----------- | --- | --- | - | - | - | -- | -- | -- |
| Duitsland   | 7   | 3   | 2 | 1 | 0 | 9  | 3  | +6 |
| Noord-Korea | 5   | 3   | 1 | 2 | 0 | 4  | 3  | +1 |
| Ghana       | 4   | 3   | 1 | 1 | 1 | 4  | 4  | 0  |
| Costa Rica  | 0   | 3   | 0 | 0 | 3 | 1  | 8  | -7 |

|                                |            |          |                                                 |                                                                                         |
| 29 oktober , 2008 12:00 UTC+13 | Costa Rica | 0–5      | Duitsland                                       | Queen Elizabeth II Park, Christchurch Toeschouwers: 4,105 Scheidsrechter: Etsuko Fukano |
| 29 oktober , 2008 12:00 UTC+13 |            | (Report) | 17' Mester 34' 43' Marozsan 51' Knaak 66' Kemme | Queen Elizabeth II Park, Christchurch Toeschouwers: 4,105 Scheidsrechter: Etsuko Fukano |

|                                |             |          |            |                                                                                             |
| 29 oktober , 2008 15:00 UTC+13 | Noord-Korea | 1–1      | Ghana      | Queen Elizabeth II Park, Christchurch Toeschouwers: 453 Scheidsrechter: Natalia Avdonchenko |
| 29 oktober , 2008 15:00 UTC+13 | Ho 69'      | (Report) | 73' Dadson | Queen Elizabeth II Park, Christchurch Toeschouwers: 453 Scheidsrechter: Natalia Avdonchenko |

|                                |                         |          |                                 |                                                                        |
| 1 november , 2008 13:00 UTC+13 | Ghana                   | 2–3      | Duitsland                       | Queen Elizabeth II Park, Christchurch Scheidsrechter: Kirsi Savolainen |
| 1 november , 2008 13:00 UTC+13 | Dadson 65' Fordjour 86' | (report) | 5' (pen) 35' Marozsan 69' Maier | Queen Elizabeth II Park, Christchurch Scheidsrechter: Kirsi Savolainen |

|                                |            |          |             |                                                                                              |
| 1 november , 2008 16:00 UTC+13 | Costa Rica | 1–2      | Noord-Korea | Queen Elizabeth II Park, Christchurch Toeschouwers: 4,272 Scheidsrechter: Cristina Dorcioman |
| 1 november , 2008 16:00 UTC+13 | Cedeno 20' | (report) | 16' 65' Yun | Queen Elizabeth II Park, Christchurch Toeschouwers: 4,272 Scheidsrechter: Cristina Dorcioman |

|                                |             |          |            |                                                            |
| 4 november , 2008 19:00 UTC+13 | Ghana       | 1–0      | Costa Rica | Wellington Stadium, Wellington Scheidsrechter: Sung Mi Cha |
| 4 november , 2008 19:00 UTC+13 | Afriyie 19' | (Report) |            | Wellington Stadium, Wellington Scheidsrechter: Sung Mi Cha |

|                                |           |          |                   |                                                        |
| 4 november , 2008 19:00 UTC+13 | Duitsland | 1–1      | Noord-Korea       | Waikato Stadium, Hamilton Scheidsrechter: Michelle Pye |
| 4 november , 2008 19:00 UTC+13 | Popp 3'   | (Report) | 58' Myong Hwa Jon | Waikato Stadium, Hamilton Scheidsrechter: Michelle Pye |

### Groep C
| Team             | Pts | Pld | W | D | L | GF | GA | GD  |
| ---------------- | --- | --- | - | - | - | -- | -- | --- |
| Japan            | 9   | 3   | 3 | 0 | 0 | 17 | 5  | 12  |
| Verenigde Staten | 4   | 3   | 1 | 1 | 1 | 6  | 5  | 1   |
| Frankrijk        | 4   | 3   | 1 | 1 | 1 | 8  | 10 | -2  |
| Paraguay         | 0   | 3   | 0 | 0 | 3 | 5  | 16 | -11 |

|                               |                                       |          |                        |                                                                            |
| 30 oktober, 2008 12:00 UTC+13 | Japan                                 | 3–2      | Verenigde Staten       | Waikato Stadium, Hamilton Toeschouwers: 4,816 Scheidsrechter: Thalia Mitsi |
| 30 oktober, 2008 12:00 UTC+13 | Iwabuchi 31' Kameoka 68' Yoshioka 74' | (Report) | 3' DiMartino 51' Mewis | Waikato Stadium, Hamilton Toeschouwers: 4,816 Scheidsrechter: Thalia Mitsi |

|                               |                                                           |          |                            |                                                                                 |
| 30 oktober, 2008 15:00 UTC+13 | Frankrijk                                                 | 6–2      | Paraguay                   | Waikato Stadium, Hamilton Toeschouwers: 5,016 Scheidsrechter: Pannipar Kamnueng |
| 30 oktober, 2008 15:00 UTC+13 | Crammer 5' 12' 61' (pen) Poulain 17' Augis 58' Catala 86' | (Report) | 45+3' Gonzalez 90+2' Genes | Waikato Stadium, Hamilton Toeschouwers: 5,016 Scheidsrechter: Pannipar Kamnueng |

|                               |               |          |                                            |                                                        |
| 2 november, 2008 13:00 UTC+13 | Paraguay      | 1–3      | Verenigde Staten                           | Waikato Stadium, Hamilton Scheidsrechter: Thalia Mitsi |
| 2 november, 2008 13:00 UTC+13 | Fernandez 32' | (Report) | 48' (o.g.) Flores 77' DiMartino 83' Verloo | Waikato Stadium, Hamilton Scheidsrechter: Thalia Mitsi |

|                               |                                                                |          |           |                                                                                  |
| 2 november, 2008 16:00 UTC+13 | Japan                                                          | 7–1      | Frankrijk | Waikato Stadium, Hamilton Toeschouwers: 4,115 Scheidsrechter: Quetzalli Alvarado |
| 2 november, 2008 16:00 UTC+13 | Inoue 11' Kishikawa 21' (pen) 57' Kira 26' 27' 34' Shimada 38' | (Report) | 16' Augis | Waikato Stadium, Hamilton Toeschouwers: 4,115 Scheidsrechter: Quetzalli Alvarado |

|                               |                                                                |          |                                   |                                                                          |
| 5 november, 2008 16:00 UTC+13 | Japan                                                          | 7–2      | Paraguay                          | Queen Elizabeth II Park, Christchurch Scheidsrechter: Cristina Dorcioman |
| 5 november, 2008 16:00 UTC+13 | 36' 73' Kishikawa 40' Ohshima 43' 52' Hamada 83' 89' Takahashi | (Report) | Gonzalez 20' (pen) Villamayor 55' | Queen Elizabeth II Park, Christchurch Scheidsrechter: Cristina Dorcioman |

|                               |                  |          |           |                                                              |
| 5 november, 2008 16:00 UTC+13 | Verenigde Staten | 1–1      | Frankrijk | North Harbour Stadium, Auckland Scheidsrechter: Silvia Reyes |
| 5 november, 2008 16:00 UTC+13 | DiMartino 57'    | (Report) | 72' Rubio | North Harbour Stadium, Auckland Scheidsrechter: Silvia Reyes |

### Groep D
| Team       | Pts | Pld | W | D | L | GF | GA | GD |
| ---------- | --- | --- | - | - | - | -- | -- | -- |
| Zuid-Korea | 6   | 3   | 2 | 0 | 1 | 6  | 3  | +3 |
| Engeland   | 6   | 3   | 2 | 0 | 1 | 4  | 3  | +1 |
| Nigeria    | 4   | 3   | 1 | 1 | 1 | 4  | 4  | 0  |
| Brazilië   | 1   | 3   | 0 | 1 | 2 | 3  | 7  | -4 |

|                               |          |          |                           |                                                                                  |
| 30 oktober, 2008 12:00 UTC+13 | Brazilië | 0–3      | Engeland                  | Wellington Stadium, Wellington Toeschouwers: 10,795 Scheidsrechter: Michelle Pye |
| 30 oktober, 2008 12:00 UTC+13 |          | (Report) | 71' 89' Carter 75' Bruton | Wellington Stadium, Wellington Toeschouwers: 10,795 Scheidsrechter: Michelle Pye |

|                               |            |          |                         |                                                                                    |
| 30 oktober, 2008 15:00 UTC+13 | Zuid-Korea | 1–2      | Nigeria                 | Wellington Stadium, Wellington Toeschouwers: 11,500 Scheidsrechter: Finau Vulivuli |
| 30 oktober, 2008 15:00 UTC+13 | Ji 85'     | (Report) | 1' Adekwagh 60' Aighewi | Wellington Stadium, Wellington Toeschouwers: 11,500 Scheidsrechter: Finau Vulivuli |

|                               |         |          |              |                                                              |
| 2 november, 2008 13:00 UTC+13 | Nigeria | 0–1      | Engeland     | Wellington Stadium, Wellington Scheidsrechter: Etsuko Fukano |
| 2 november, 2008 13:00 UTC+13 |         | (Report) | 79' Holbrook | Wellington Stadium, Wellington Scheidsrechter: Etsuko Fukano |

|                               |            |          |                           |                                                                                   |
| 2 november, 2008 16:00 UTC+13 | Brazilië   | 1–2      | Zuid-Korea                | Wellington Stadium, Wellington Toeschouwers: 6,471 Scheidsrechter: Damgoua Neguel |
| 2 november, 2008 16:00 UTC+13 | Raquel 66' | (Report) | 47' Lee Sun 57' Lee Young | Wellington Stadium, Wellington Toeschouwers: 6,471 Scheidsrechter: Damgoua Neguel |

|                       |                         |          |                        |                                                                                               |
| 5 november 2008 19:00 | Brazilië                | 2 – 2    | Nigeria                | Queen Elizabeth II Park, Christchurch Toeschouwers: 1,410 Scheidsrechter: Natalian Avdoncheko |
| 5 november 2008 19:00 | Ketlen 35' Rafaelle 71' | (Report) | 43' Orji 75' Okoronkwo | Queen Elizabeth II Park, Christchurch Toeschouwers: 1,410 Scheidsrechter: Natalian Avdoncheko |

|                       |          |          |                                              |                                                                                    |
| 5 november 2008 19:00 | Engeland | 0 – 3    | Zuid-Korea                                   | North Harbour Stadium, Auckland Toeschouwers: 3,920 Scheidsrechter: Damgoua Negual |
| 5 november 2008 19:00 |          | (Report) | 8' Ji So Yun 16' Koh Kyung Yeon 71' Song Ari | North Harbour Stadium, Auckland Toeschouwers: 3,920 Scheidsrechter: Damgoua Negual |

## Knock-outfase
|  | kwartfinale             | kwartfinale                |                            |       | halve finale           | halve finale           |   |  | finale | finale |
|  |                         |                            |                            |       |                        |                        |   |  |        |        |
|  | 8 november - Wellington |                            |                            |       |                        |                        |   |  |        |        |
|  |                         |                            |                            |       |                        |                        |   |  |        |        |
|  | Denemarken              | 0                          |                            |       |                        |                        |   |  |        |        |
|  | Denemarken              | 0                          | 13 november - Christchurch |       |                        |                        |   |  |        |        |
|  | Noord-Korea             | 4                          |                            |       |                        |                        |   |  |        |        |
|  | Noord-Korea             | 4                          | Noord-Korea                | 2     |                        |                        |   |  |        |        |
|  | 9 november - Hamilton   |                            | Noord-Korea                | 2     |                        |                        |   |  |        |        |
|  |                         | Engeland                   | 1                          |       |                        |                        |   |  |        |        |
|  | Japan                   | Engeland                   | 1                          | 2 (4) |                        |                        |   |  |        |        |
|  | Japan                   |                            | 16 november - Auckland     | 2 (4) |                        |                        |   |  |        |        |
|  | Engeland                | 2 (5)                      |                            |       |                        |                        |   |  |        |        |
|  | Engeland                | 2 (5)                      | Noord-Korea                | 2     |                        |                        |   |  |        |        |
|  | 8 november - Wellington |                            | Noord-Korea                | 2     |                        |                        |   |  |        |        |
|  |                         | Verenigde Staten           | 1                          |       |                        |                        |   |  |        |        |
|  | Duitsland               | Verenigde Staten           | 1                          | 3     |                        |                        |   |  |        |        |
|  | Duitsland               | 13 november - Christchurch |                            | 3     |                        |                        |   |  |        |        |
|  | Canada                  | 1                          |                            |       |                        |                        |   |  |        |        |
|  | Canada                  | 1                          | Duitsland                  | 1     | derde plaats           | derde plaats           |   |  |        |        |
|  | 9 november - Hamilton   |                            | Duitsland                  | 1     | derde plaats           | derde plaats           |   |  |        |        |
|  |                         | Verenigde Staten           | 2                          |       | 16 november - Auckland | 16 november - Auckland |   |  |        |        |
|  | Zuid-Korea              | Verenigde Staten           | 2                          | 2     | 16 november - Auckland | 16 november - Auckland |   |  |        |        |
|  | Zuid-Korea              |                            |                            |       |                        | Engeland               | 0 |  |        |        |
|  | Verenigde Staten        | 4                          |                            |       |                        | Engeland               | 0 |  |        |        |
|  | Verenigde Staten        | 4                          | Duitsland                  | 3     |                        |                        |   |  |        |        |
|  |                         |                            | Duitsland                  | 3     |                        |                        |   |  |        |        |

#### Kwartfinale
|                               |            |                                                  |             |                                                             |
| 8 november, 2008 13:00 UTC+13 | Denemarken | 0–4                                              | Noord-Korea | Wellington Stadium, Wellington Scheidsrechter: Thalia Mitsi |
| 8 november, 2008 13:00 UTC+13 |            | 21' 73' Jon Myong Hwa 86' Ri Un Ae 89' Kim Un Ju |             | Wellington Stadium, Wellington Scheidsrechter: Thalia Mitsi |

|                               |                            |     |             |                                                             |
| 8 november, 2008 16:00 UTC+13 | Duitsland                  | 3–1 | Canada      | Wellington Stadium, Wellington Scheidsrechter: Silvia Reyes |
| 8 november, 2008 16:00 UTC+13 | Maroszan 4' 78' Mester 34' |     | 44' Ezurike | Wellington Stadium, Wellington Scheidsrechter: Silvia Reyes |

|                               |                      |                                  |                                     |                                                              |
| 9 november, 2008 13:00 UTC+13 | Japan                | 2 – 2 (na verlening) (4 - 5 pen) | Engeland                            | Waikato Stadium, Hamilton Scheidsrechter: Quetzalli Alvarado |
| 9 november, 2008 13:00 UTC+13 | Kira 8' Iwabuchi 82' | (Verslag )                       | 45+1' Staniforth 90+1' Christiansen | Waikato Stadium, Hamilton Scheidsrechter: Quetzalli Alvarado |

|                                       |     | strafschoppen                     |  |
| Kira Takeyama Kameoka Kishikawa Saito | 4-5 | Nobbs Bruton Carter Pitman Bonner |  |

|                               |                        |           |                                        |                                                                                |
| 9 november, 2008 16:00 UTC+13 | Zuid-Korea             | 2 – 4     | Verenigde Staten                       | Waikato Stadium, Hamilton Toeschouwers: 7.247 Scheidsrechter: Kirsi Savolainen |
| 9 november, 2008 16:00 UTC+13 | Lee Hyun Young 65' 85' | (Verslag) | 27' 78' Verloo 54' Mewis 84' DiMartino | Waikato Stadium, Hamilton Toeschouwers: 7.247 Scheidsrechter: Kirsi Savolainen |

#### Halve finale
|                        |                                  |       |          |                                       |
| 13 november 2008 16:00 | Noord-Korea                      | 2 – 1 | Engeland | Queen Elizabeth II Park, Christchurch |
| 13 november 2008 16:00 | Ho Un Byol 19' Jon Myong Hwa 44' |       | 75' Jane | Queen Elizabeth II Park, Christchurch |

|                               |           |       |                          |                                       |
| 13 november 2008 19:00 UTC+13 | Duitsland | 1 – 2 | Verenigde Staten         | Queen Elizabeth II Park, Christchurch |
| 13 november 2008 19:00 UTC+13 | Popp 6'   |       | 63' DiMartino 81' Verloo | Queen Elizabeth II Park, Christchurch |

#### Wedstrijd voor 3e plaats
|                                |          |                                 |           |                                 |
| 16 november, 2008 13:00 UTC+13 | Engeland | 0–3                             | Duitsland | North Harbour Stadium, Auckland |
| 16 november, 2008 13:00 UTC+13 |          | 11' Wesely 74' Knaak 88' Mester |           | North Harbour Stadium, Auckland |

#### Finale
|                                |             |     |                  |                                                                   |
| 16 november, 2008 16:00 UTC+13 | Noord-Korea | 2–1 | Verenigde Staten | North Harbour Stadium, Auckland Scheidsrechter: Peru Silvia Reyes |
| 16 november, 2008 16:00 UTC+13 |             |     |                  | North Harbour Stadium, Auckland Scheidsrechter: Peru Silvia Reyes |

## Top scoorders
| Speler             | Team             | Doelpunten | Wedstrijden |
| ------------------ | ---------------- | ---------- | ----------- |
| Dzsenifer Marozsan | Duitsland        | 6          | 5           |
| Vicki DiMartino    | Verenigde Staten | 5          | 5           |
| Courtney Verloo    | Verenigde Staten | 4          | 5           |
| Chinatsu Kira      | Japan            | 4          | 3           |
| Natsuki Kishikawa  | Japan            | 4          | 4           |
| Jon Myong Hwa      | Noord-Korea      | 4          | 5           |
| Lee Hyun Young     | Zuid-Korea       | 3          | 4           |
| Pauline Crammer    | Frankrijk        | 3          | 3           |
| Rosie White        | Nieuw-Zeeland    | 3          | 3           |
| Mana Iwabuchi      | Japan            | 2          | 3           |
| Saori Takahashi    | Japan            | 2          | 2           |
| Haruka Hamada      | Japan            | 2          | 4           |
| Ji So Yun          | Zuid-Korea       | 2          | 4           |
| Danielle Carter    | Engeland         | 2          | 5           |